# East Poland (Maine)
East Poland – obszar niemunicypalny miasta Poland w Hrabstwie Androscoggin w Stanie Maine, położony 8,4 km na zachód od Auburn. W miejscowości znajduje się placówka pocztowa otwarta 8 września 1826.